# سارما ۴۱۶۳
سیارک ۴۱۶۳ (به انگلیسی: 4163 Saaremaa، نامگذاری:1941HC) چهار هزار و صد و شصت و سومین سیارک کشف شده‌است که در ۱۹ آوریل ۱۹۴۱ کشف شد.
قدر مطلق سیارک برابر ۱۱٫۴۰ است.